# 谢苗·格施泰因
谢苗·所罗门诺维奇·格施泰因（俄语：Семён Соломóнович Герштéйн，1929年7月13日—2023年2月20日）是一名蘇聯和俄羅斯物理學家。2003年起，他是俄羅斯科學院院士。他是蘇聯國家獎獲得者。

## 生平
格施泰因出生在中國哈爾濱。從莫斯科國立大學核物理系畢業後，他在卡盧加州的一所學校工作到1954年。1955年，他進入物理問題研究所的研究生院。
格施泰因是高能物理研究所的高級研究員。他後來成為莫斯科物理技術學院的教授，物理和數學科學博士（1963年）。
格施泰因撰寫了兩百多份出版物和一些科學發現。
格施泰因於2023年2月20日在莫斯科逝世，享年93歲。

## 獲獎和榮譽
- 蘇聯國家獎[3]
- 俄羅斯榮譽勳章（英语：Order of Honour (Russia)）（1999年）－表彰其對國家的貢獻、多年的辛勤工作和對加強人民之間的友誼和合作的巨大貢獻
- 四級祖國功勳勳章（2005年）－表彰其對核能發展的巨大貢獻、富有成效的科學活動和多年來的認真工作
- 理論與實驗物理研究所（英语：Institute for Theoretical and Experimental Physics）頒發的波梅兰丘克奖（2011年）[4]
- 朗道金質獎章（2013年）[5]

## 出版書籍
- Gershtein, S. S.; Kiselev, V. V.; Likhoded, A. K.; Tkabladze, A. V. . Physical Review D. 1995, 51 (7): 3613–3627. Bibcode:1995PhRvD..51.3613G. PMID 10018833. arXiv:hep-ph/9406339 . doi:10.1103/PhysRevD.51.3613.
- Gershtein, Semen S.; Kiselev, Valerii V.; Likhoded, Anatolii K.; Tkabladze, A. V. . Physics-Uspekhi. 1995, 38: 1–37. arXiv:hep-ph/9504319 . doi:10.1070/PU1995v038n01ABEH000063.
- Gershtein, S. S.; Kiselev, V. V.; Likhoded, A. K.; Onishchenko, A. I. . Physics of Atomic Nuclei. 2000, 63 (2): 274–286. Bibcode:2000PAN....63..274G. S2CID 53143533. arXiv:hep-ph/9811212 . doi:10.1134/1.855633.

## 外部連結
- Semyon Gershtein profile on the official website of the RAS （页面存档备份，存于）
- Semyon Gershtein's Articles in the journal "Physics-Uspekhi" （页面存档备份，存于）